# Герб Черниговского района (Черниговская область)
Герб Черниговского района (укр. Герб Чернігівського району) — официальный символ Черниговского района Черниговской области Украины, утверждённый решением районного совета 17 июня 2004 года.

## Описание
Геральдический щит имеет форму прямоугольника с полукругом у основания. Поле щита пересечено на серебряное и зеленое. В серебряном поле — герб города Чернигова. В зеленом — перекрещенный флаг и сабля, а над ними шесть золотых звезд. Щит обрамлен золотым картушем с орнаментом из колосков.

## Значение
Серебряный цвет щита отражает миролюбие, благородство и чистосердечие жителей района. Зеленый цвет является символом красоты Полесской земли и ее природных богатств.
Орел, герб города Чернигова, символизирует верность давней геральдической традиции, удостоверяет столичный статус района. Перекрещивание казацкого Черниговского полкового флага с саблей является символом мужества и стойкости защитников земли на протяжении веков, символом пограничной местности. Шесть золотых звезд символизируют шесть городков — центров казацких сотен: Седневской, Олишевской, Черниговской, Слабинской, Роищенской, Беловской.